# 何應瑞
何應瑞（1583年—1644年），字盛符（聖符），號大瀛，山東兗州府曹州人，明朝官員。

## 生平
萬曆二十八年（1600年）庚子科山東鄉試二十七名舉人，萬曆三十八年（1610年）庚戌科第二甲第四十五名進士。都察院觀政，丁外艱，四十一年授戶部四川司主事，差河西務鈔關，丁內艱，四十六年補戶部浙江司，復差河西務鈔關。
泰昌元年（1620年）任常州府知府，天啓二年（1622年）九月升河南按察司副使、督理学政，五年二月升本省布政使司右参政、分巡大梁道，六年闰六月升山西按察使、备兵井陉，七年五月升江西右布政使，入計召對稱旨，晉副都御史，歷工部尚書。崇祯甲申聞變，鬱憤以死。

## 家族
曾祖何洪，祖父何朝臣，庠生，贈浙江道監察御史；父何爾健，浙江道監察御史、大理寺丞；母袁氏（封孺人）。慈侍下。弟何兆瑞（戊午舉人）；之瑞；上瑞。子何選（生員）。